# Östlicher Bandy-Bandy
Der Östliche Bandy-Bandy (Vermicella annulata), auch kurz Bandy-Bandy, ist eine Art der Giftnattern (Elapidae). Die Erstbeschreibung wurde im Jahre 1841 von dem britischen Zoologen John Edward Gray durchgeführt. Die Gattungsbezeichnung „Vermicella“ bedeutet frei übersetzt „kleiner Wurm“, das Art-Epitheton „annulata“ leitet sich vom lateinischen „anulus“ ab und bedeutet „geringelt“.

## Beschreibung
Der Östliche Bandy-Bandy erreicht eine maximale Länge zwischen 60 und 100 cm. Weibchen werden mit einer Durchschnittsgröße von 54 cm größer als Männchen mit 40 cm. Jungschlangen messen beim Schlupf durchschnittlich 17 cm. Somit zählt sie zu den kleinsten Giftnattern Australiens. Der Körper ist schlank und zylindrisch gebaut. Der ovale Kopf weist kleine, schwarze Augen auf und setzt sich kaum vom Rest des Körpers ab. Die Grundfarbe ist schwarz. Entlang des gesamten Körpers zeichnen sich kräftig weiße Querbänder ab. Die Unterseite ist ebenfalls weiß auf schwarz quergestreift.
Als Giftnatter verfügt der Östliche Bandy-Bandy im vorderen Oberkiefer über zwei kleine, feststehende und gefurchte Giftzähne (proteroglyphe Zahnstellung). Über das Toxingemisch der Spezies ist nichts Genaueres bekannt. Es wird von Bissunfällen berichtet, die Art gilt jedoch als nicht gefährlich.

### Pholidose
Schaut man sich die Beschuppung von Vermicella annulata an, zeigen sich am Kopf ein großes, gerundetes Rostralschild (Nasenschild), schmale Hinterkopfschuppen, zwei Hinteraugenschilder (Postocularia), ein großes Vorderaugenschild (Praeocularia) und zwei Nasalschuppen mit je einem mittig liegenden, kleinen Nasenloch sowie sechs Oberlippenschilder (Supralabialia), von denen das Dritte und Vierte den Augenunterrand berühren. Die Rückseite der Schuppen ist meist abgerundet. Über den Körper zeigen sich 15 Reihen glatter Körperschuppen. Das Analschild (Anale) und die unteren Bauchschuppen (Subcaudale) sind zweigeteilt.

## Lebensweise
Die Art führt als grabende, unterirdisch lebende (fossorial) Schlange eine sehr verborgene Lebensweise. Daher ist generell wenig über ihre Biologie und Lebensweise bekannt. Der Östliche Bandy-Bandy wird gelegentlich bei Nacht und nach starkem Regen an der Erdoberfläche beobachtet. Er ernährt sich wahrscheinlich ausschließlich von Blindschlangen (Typhlopidae), eventuell auch von schlanken Skinken (Scincidae). Bei Bedrohung legt er eine Abwehrhaltung an den Tag, bei welcher der Körper in mehreren aufeinander folgenden Schlingen nach oben gekrümmt wird. Vermicella annulata pflanzt sich durch Oviparie (eierlegend) fort, das Gelege umfasst 2 bis 13 Eier.

## Vorkommen und Gefährdung
Vermicella annulata ist in Australien in den Bundesstaaten New South Wales, Northern Territory, Queensland und South Australia verbreitet. Die Spezies ist damit zwar weit verbreitet, allerdings sind die Populationen verstreut und häufig isoliert. Es ist davon auszugehen, dass der Östliche Bandy-Bandy mittlerweile als bedroht einzustufen ist. Hauptsächlich leidet er unter dem Verlust seiner Lebensräume an die Landwirtschaft, vor allem das Umpflügen der Böden bedroht ihn. Im Süden reichte das Verbreitungsgebiet bis ins nördliche Victoria, wo er jedoch seit über hundert Jahren nicht mehr nachgewiesen werden konnte. Es werden unterschiedliche Lebensräume bewohnt, etwa Wüsten- und Trockengebiete, Heidelandschaften, feuchte Küstenwälder und Regenwälder.